# Guilherme, Príncipe da Albânia
Guilherme, Príncipe da Albânia (Neuwied, 26 de março de 1876 — Predeal, 18 de abril de 1945) reinou brevemente como soberano da Albânia, entre 7 de março a 3 de setembro de 1914, quando ele partiu para o exílio.
Entretanto, seu reino só foi oficialmente dissolvido em 31 de janeiro de 1925, com a proclamação da República.
Fora de seu país e em correspondências diplomáticas, Guilherme era designado como príncipe, mas na Albânia era chamado de rei (ou mbret). Também foi titulado Skanderbeg II, em homenagem a Skanderbeg.

## Biografia
Era o terceiro filho do príncipe Guilherme de Wied (irmão da rainha-escritora Isabel da Romênia), e de Maria dos Países Baixos, uma neta de Guilherme I. Tornou-se militar e, em 30 de novembro de 1906, casou-se com a princesa Sofia de Schönburg-Waldenburg, com quem teve dois filhos: Maria Leonor e Carlos Vítor. 
Uma coalizão de forças ocidentais (incluindo Áustria-Hungria, Reino Unido, França, Alemanha, Rússia e Itália) escolheu Guilherme, um membro da família Wied para governar a recém-independente Albânia. Uma delegação de albaneses notáveis fez um pedido formal em fevereiro de 1914 e, no mês seguinte, ele chegou à capital provisória (Durrës), para iniciar a organização do governo.
Seu breve reinado mostrou-se turbulento, marcado pela oposição por suas origens estrangeiras. Rapidamente eclodiu uma guerra civil, liderada do exílio por Essad Paxá. A família de Guilherme deixou o país em setembro de 1914, passando o período da Primeira Guerra Mundial na Alemanha. Depois da guerra, ele tentou recuperar seu trono.

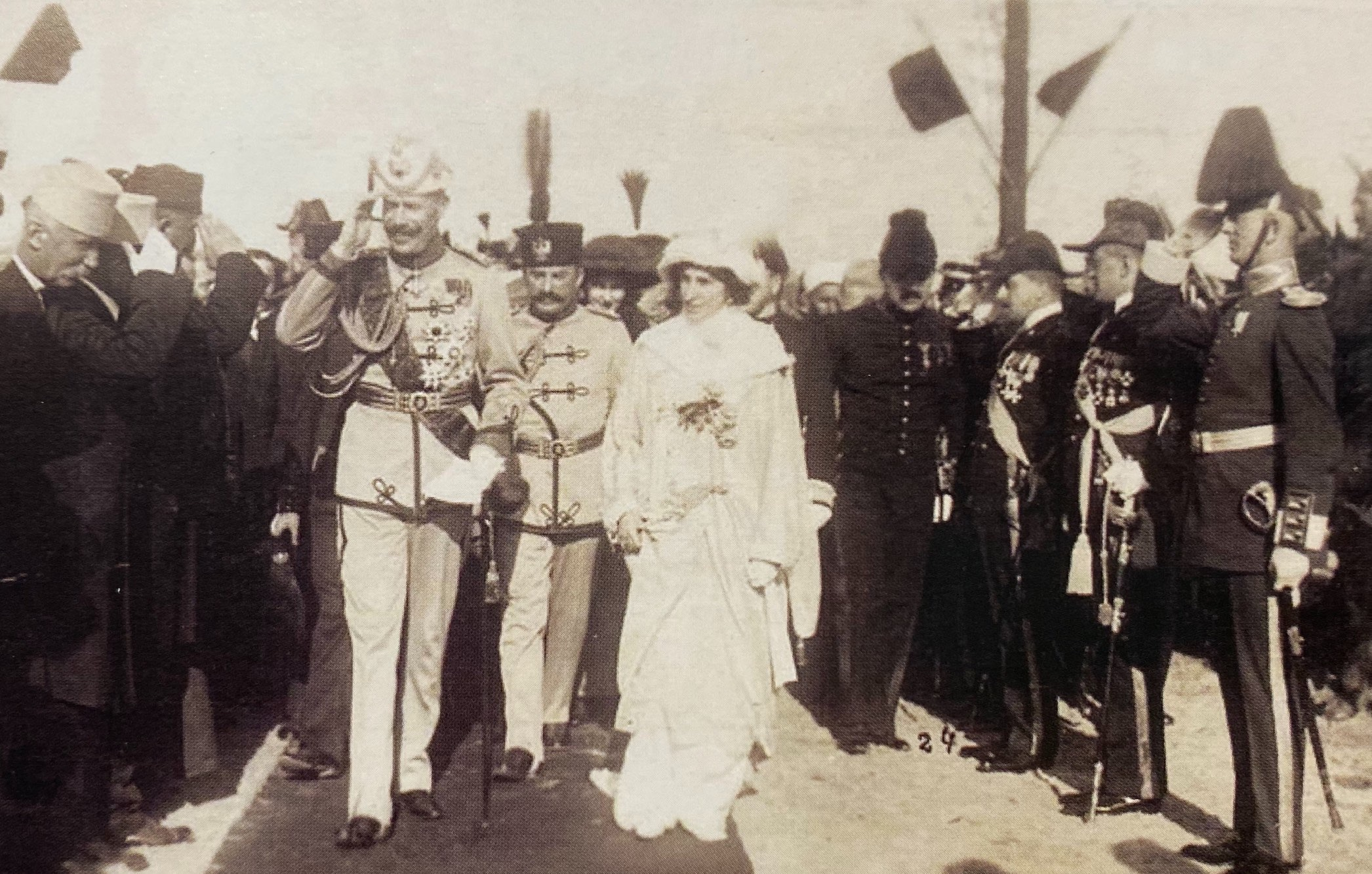
O príncipe Guilherme da Albânia e a princesa Sofia

Após várias disputas, em 1925 o país foi declarado uma república frustrando os planos de Guilherme.